# Taglung Thangpa Trashi Pel
Taglung Thangpa Trashi Pel (tib.: stag lung thang pa bkra shis dpal; geb. 1142; gest. 1210) war der Gründer des Klosters Taglung (stag lung dgon chen oder stag lung thang) in Lhünzhub (1180) und damit der Gründer der Taglung-Kagyü-Schule aus der Kagyü-Schultradition des tibetischen Buddhismus, einer von deren sogenannten „acht kleinen Schulen“. Er war ein Schüler von Phagmo Drupa Dorje Gyelpo (1110–1170), einem der wichtigsten Schüler Gampopas (1079–1153).

## Weitere Klöster der Taglung-Kagyü-Schule
- Riboche-Kloster